# Steven Seagal
Steven Seagal (anglès: Steven Frederic Seagal)  (Lansing, 10 d'abril de 1952) és un actor estatunidenc, així com un productor, escriptor, director, practicant d'arts marcials, compositor de cançons i guitarrista. També és un mestre d'aikido (té el 7è dan), de manera que va ser el primer occidental a qui es va permetre d'ensenyar en un dojo japonès d'aquest art marcial.
Va obtenir principalment la notorietat des del seu debut el 1988 a la pel·lícula Above de Law i la dècada de 1990, tot interpretant pel·lícules d'acció en les quals mostra claus i moviments del seu art marcial.
A banda de les seves activitats professionals, Seagal és igualment conegut com a ecologista, activista pels drets dels animals així com vegetarià. Adepte a la filosofia budista també milita per la causa de la independència del Tibet i pels drets dels americans nadius.

## Biografia
Nascut a Lansing, Michigan, Estats Units, de pare jueu i mare irlandesa catòlica, varen traslladar-se a Fullerton, Califòrnia i va ser allà on va començar a estudiar karate amb el mestre Fumio Demura. Seagal va formar part de l'equip de demostració de karate de Demura, i feia actes diaris en el Japanese Deer Park. Als dinou anys Seagal es va traslladar al Japó per continuar els seus estudis.
Al Japó, Seagal es va entrenar amb mestres d'aikido com Hiroshi Isoyama i Seiseki Abe, fins a obtenir el 7è dan i es va casar amb una estudiant d'Abe Sensei, Miyako Fujitani. Va ser el primer no japonès en aconseguir les credencials de mestre i en poder ensenyar aikido al Japó. Seagal es va estrenar al cinema com coordinador de coreografies de lluita en la pel·lícula de The Challenge, protagonitzada per Toshiro Mifune.

## Filmografia
Les seves pel·lícules més destacades són
- Above the Law (1988)
- Hard to Kill (1990)
- Marcat per la mort (Marked for Death) (1990)
- Buscant justícia (Out for Justice) (1991)
- Under Siege (1992)
- On Deadly Ground (1994)
- Alerta màxima 2 (Under Siege 2: Dark Territory) (1995)
- Decisió executiva (Executive Decision) (1996)
- Glimmer man (The Glimmer Man) (1996)
- En terra perillosa 2 (Fire Down Below) (1997)
- The Patriot (1998)
- Ferida oberta (Exit Wounds) (2001)
- Temps límit (Ticker) (2001)
- Hora de morir (Half Past Dead)  (2002)
- The Foreigner (2003)
- Out for a Kill (2003)
- Les entranyes de la bèstia (Belly of the Beast) (2003)
- Out of Reach (2004)
- Clementine (2004)
- Into the Sun (2005)
- Submergits (Submerged) (2005)
- Venjador (Today You Die) (2005)
- Black Dawn (2005)
- Mercenary for Justice (2005)
- Apuja l'aposta (2014)